# Ivan Zonara
Ivan Zonara (grško starogrško Ἰωάννης Ζωναρᾶς, Iōánnēs Zōnarâs) je bil bizantinski letopisec in teolog, ki je živel v Konstantinoplu in ustvarjal v 12. stoletju, * okoli 1074, † po 1159.
Pod cesarjem Aleksejem I. Komnenom  je postal načelnik bizantinskega sodstva in cesarjev osebni tajnik (protasēkrētis). Po Aleksejevi smrti se je upokojil in umaknil v samostan na Otoku sv. Glicerija (Incir Ada na Egejskem morju), kjer je do svoje smrti pisal. 

## Pisna dela
Njegovo najpomembnejše delo so Povzetki zgodovine (grško Ἐπιτομὴ Ἱστοριῶν, Epitomí Historión,  latinsko Epitome Historiarum) v osemnajst knjigah, ki zajemajo zgodovino od stvaritve sveta do smrti Alekseja I. (1118). Prvi del je večinoma prevzet od Jožefa Flavija (32-100 n. št.). Pri pisanju rimske zgodovine do zgodnjega 3. stoletja se je naslanjal predvsem na Kasija Diona (okoli 155-235 n. št.). Za sodobne zgodovinarje so najpomembnejši njegovi zapisi o 3. in 4. stoletju, ki slonijo na izgubljenih virih, katerih verodostojnost je predmet ostrih razprav. Glavni izvirni del njegove Zgodovine je obdobje vladanja Akekseja I. Komnena.  Zonarovo delo je nadaljeval Niketas Honiates (Acominatus).
Zonari se pripisuje več del s cerkveno vsebino, komentarje Cerkvenih očetov, pesnitev o Gregorju Nazianškemu, Življenje svetnikov in razprava o Apostolskih kanonih. Leksikon, ki je bil pod njegovim imenom objavljen leta 1808, je verjetno delo nekega Antona Meniha. Zonara je bil prvi, ki je s cerkvene strani obsodil igranje šaha. Med njegovim meništvom na gori Atos je napisal  komentar o kanonih Vzhodne cerkve. Na Trulanski sinodi je od duhovnikov in laikov zahteval, da prenehajo igrati šah in kockati. V komentarju Kanona 50 je zapisal:  
»Ker nekateri škofje in duhovniki odstopajo od kreposti in igrajo šah (zatikron) ali kocke ali pijejo do pretiravanja, pravilo zapoveduje, da to prenehajo ali se izključijo; in če škof ali starešina ali diakon ali poddiakon, bralec in pevec ne preneha s tem, bo izgnan, če pa bodo pri šahu in v pijanosti zaloteni laiki, bodo izključeni.«

## Sklica
1. ↑   Fresco, Karen L.; Wright, Charles D. (ur.) (2012). Translating the Middle Ages. Oxford, New York: Routledge. str. 150. ISBN 9781315549965. Pridobljeno 3. septembra  2017.
2. ↑  Bleckmann. Die Reichskrise des III. Jahrhunderts in der spätantiken und byzantinischen Geschichtsschreibung: Untersuchungen zu den nachdionischen Quellen der Chronik des Johannes Zonaras. München, 1992.

## Zunanje poveave
- Editio princeps: Ioannis Zonarae Monachi, qui olim Byzantii Magnus Drungarius excubiaru[m] seu Biglae, & protosecretarius fuit, compendium Historiarum : in tres Tomos distinctum. 3 vols., Greek text with Latin translation. Oporinus, Basel 1557. vol.1 vol. 2 vol.3 (Bavarian State Library)
- Raw Greek OCR of Dindorf's Teubner edition of Zonaras' Epitome Historion at the Lace project of Mount Allison University: vol. 1, vol. 2, vol. 3, vol. 4, vol. 5, vol. 6
- Opera Omnia by Migne Patrologia Graeca with analytical indexes
- Epitome Historion in Greek at the Open Library
- 2 Zonaras, Lexicon in greek at OPenn